# Ixora recurva
Ixora recurva är en måreväxtart som först beskrevs av William Roxburgh, och fick sitt nu gällande namn av Wilhelm Sulpiz Kurz. Ixora recurva ingår i släktet Ixora och familjen måreväxter. Inga underarter finns listade i Catalogue of Life.